# Distretto di Inba
Il distretto di Inba (印旛郡?, Inba-gun) è uno dei distretti della prefettura di Chiba, in Giappone.
Attualmente fanno parte del distretto i comuni di Sakae e Shisui.
| Controllo di autorità | VIAF (EN) 251733519 · NDL (EN, JA) 00284518 |